# David Angell
David Lawrence Angell (West Barrington, 10 aprile 1946 – New York, 11 settembre 2001) è stato un produttore televisivo statunitense.
Ha vinto molti Emmy Award in quanto ideatore e produttore, assieme a Peter Casey e David Lee, della sit-com Frasier.
Morì, assieme alla moglie Lynn, nello schianto del volo American Airlines 11 contro la Torre Nord del World Trade Center durante gli attentati dell'11 settembre 2001.